# Verbintenis uit de wet
Verbintenis uit de wet is een term uit het verbintenissenrecht waarmee wordt bedoeld een verbintenis die ontstaat tussen twee of meer personen als gevolg van een bepaalde gebeurtenis of handeling (een rechtsfeit), waarbij de wet zelf aan die gebeurtenis of handeling het ontstaan van een verbintenis toekent. Het grote verschil met de andere soort verbintenis, die ontstaat door het sluiten van een overeenkomst is dat er bij de verbintenis uit de wet geen sprake is van het vrijwillig en opzettelijk aangaan van de verbintenis door een rechtshandeling. Dat brengt mee dat de wet zelf regels geeft over de rechten en plichten van de betrokken personen. In tegenstelling tot de regels voor de overeenkomst, die vaak van regelend recht zijn, geldt bij deze soort verbintenis dat de wettelijke regels van dwingend recht zijn.
Het begrip verbintenis uit de wet wordt in diverse rechtssystemen toegepast, waaronder het Nederlandse en het Belgische.

## Situatie in Nederland
| Rechtsfeitenschema Nederlands privaat- en publiekrecht                                                    | Rechtsfeitenschema Nederlands privaat- en publiekrecht                                                    | Rechtsfeitenschema Nederlands privaat- en publiekrecht                                                      | Rechtsfeitenschema Nederlands privaat- en publiekrecht                                     | Rechtsfeitenschema Nederlands privaat- en publiekrecht                                     | Rechtsfeitenschema Nederlands privaat- en publiekrecht                                     | Rechtsfeitenschema Nederlands privaat- en publiekrecht                                     | Rechtsfeitenschema Nederlands privaat- en publiekrecht                                     | Rechtsfeitenschema Nederlands privaat- en publiekrecht                                     | Rechtsfeitenschema Nederlands privaat- en publiekrecht                                     | Rechtsfeitenschema Nederlands privaat- en publiekrecht                                     | Rechtsfeitenschema Nederlands privaat- en publiekrecht                                               | Rechtsfeitenschema Nederlands privaat- en publiekrecht                                     | Rechtsfeitenschema Nederlands privaat- en publiekrecht                                                                     | Rechtsfeitenschema Nederlands privaat- en publiekrecht                                                   |
| --- | --- | --- | ------------------------------------------------------------------------------------------ | ------------------------------------------------------------------------------------------ | ------------------------------------------------------------------------------------------ | ------------------------------------------------------------------------------------------ | ------------------------------------------------------------------------------------------ | ------------------------------------------------------------------------------------------ | ------------------------------------------------------------------------------------------ | ------------------------------------------------------------------------------------------ | --- | ------------------------------------------------------------------------------------------ | --- | --- |
| Feiten (gebeurtenissen, omstandigheden, handelingen, tijdsverlopen)                                       | | |                                                                                            |                                                                                            |                                                                                            |                                                                                            |                                                                                            |                                                                                            |                                                                                            |                                                                                            | |                                                                                            | | |
| Rechtsfeiten (gebeurtenissen, omstandigheden, handelingen, tijdsverlopen met rechtsgevolg)                | Rechtsfeiten (gebeurtenissen, omstandigheden, handelingen, tijdsverlopen met rechtsgevolg)                | Rechtsfeiten (gebeurtenissen, omstandigheden, handelingen, tijdsverlopen met rechtsgevolg)                  | Rechtsfeiten (gebeurtenissen, omstandigheden, handelingen, tijdsverlopen met rechtsgevolg) | Rechtsfeiten (gebeurtenissen, omstandigheden, handelingen, tijdsverlopen met rechtsgevolg) | Rechtsfeiten (gebeurtenissen, omstandigheden, handelingen, tijdsverlopen met rechtsgevolg) | Rechtsfeiten (gebeurtenissen, omstandigheden, handelingen, tijdsverlopen met rechtsgevolg) | Rechtsfeiten (gebeurtenissen, omstandigheden, handelingen, tijdsverlopen met rechtsgevolg) | Rechtsfeiten (gebeurtenissen, omstandigheden, handelingen, tijdsverlopen met rechtsgevolg) | Rechtsfeiten (gebeurtenissen, omstandigheden, handelingen, tijdsverlopen met rechtsgevolg) | Rechtsfeiten (gebeurtenissen, omstandigheden, handelingen, tijdsverlopen met rechtsgevolg) | Rechtsfeiten (gebeurtenissen, omstandigheden, handelingen, tijdsverlopen met rechtsgevolg)           | Rechtsfeiten (gebeurtenissen, omstandigheden, handelingen, tijdsverlopen met rechtsgevolg) | Rechtsfeiten (gebeurtenissen, omstandigheden, handelingen, tijdsverlopen met rechtsgevolg)                                 | Blote feiten (gebeurtenissen, omstandigheden, menselijke handelingen, tijdsverlopen zonder rechtsgevolg) |
| Menselijke handelingen met rechtsgevolg                                                                   | Menselijke handelingen met rechtsgevolg                                                                   | Menselijke handelingen met rechtsgevolg                                                                     | Menselijke handelingen met rechtsgevolg                                                    | Menselijke handelingen met rechtsgevolg                                                    | Menselijke handelingen met rechtsgevolg                                                    | Menselijke handelingen met rechtsgevolg                                                    | Menselijke handelingen met rechtsgevolg                                                    | Menselijke handelingen met rechtsgevolg                                                    | Menselijke handelingen met rechtsgevolg                                                    | Menselijke handelingen met rechtsgevolg                                                    | Menselijke handelingen met rechtsgevolg                                                              | Menselijke handelingen met rechtsgevolg                                                    | Blote rechtsfeiten (feiten met rechtsgevolg, zijnde geen menselijke handelingen) verjaring overlijden geboorte naburigheid | Blote feiten (gebeurtenissen, omstandigheden, menselijke handelingen, tijdsverlopen zonder rechtsgevolg) |
| Rechtshandelingen (menselijke handelingen met beoogd rechtsgevolg)                                        | Rechtshandelingen (menselijke handelingen met beoogd rechtsgevolg)                                        | Rechtshandelingen (menselijke handelingen met beoogd rechtsgevolg)                                          | Rechtshandelingen (menselijke handelingen met beoogd rechtsgevolg)                         | Rechtshandelingen (menselijke handelingen met beoogd rechtsgevolg)                         | Rechtshandelingen (menselijke handelingen met beoogd rechtsgevolg)                         | Rechtshandelingen (menselijke handelingen met beoogd rechtsgevolg)                         | Rechtshandelingen (menselijke handelingen met beoogd rechtsgevolg)                         | Rechtshandelingen (menselijke handelingen met beoogd rechtsgevolg)                         | Rechtshandelingen (menselijke handelingen met beoogd rechtsgevolg)                         | Rechtshandelingen (menselijke handelingen met beoogd rechtsgevolg)                         | Feitelijke handelingen (menselijke handelingen met niet-beoogd rechtsgevolg)                         | Feitelijke handelingen (menselijke handelingen met niet-beoogd rechtsgevolg)               | Blote rechtsfeiten (feiten met rechtsgevolg, zijnde geen menselijke handelingen) verjaring overlijden geboorte naburigheid | Blote feiten (gebeurtenissen, omstandigheden, menselijke handelingen, tijdsverlopen zonder rechtsgevolg) |
| Eenzijdige rechtshandelingen                                                                              | Eenzijdige rechtshandelingen                                                                              | Eenzijdige rechtshandelingen                                                                                | Meerzijdige rechtshandelingen                                                              | Meerzijdige rechtshandelingen                                                              | Meerzijdige rechtshandelingen                                                              | Meerzijdige rechtshandelingen                                                              | Meerzijdige rechtshandelingen                                                              | Meerzijdige rechtshandelingen                                                              | Meerzijdige rechtshandelingen                                                              | Meerzijdige rechtshandelingen                                                              | Onrechtmatige daad veroorzaken ongeluk, gevaarzetting en/of Strafbaar feit moord, doodslag, diefstal | Rechtmatige daad zaakwaarneming, ongerechtvaardigde verrijking, onverschuldigde betaling   | Blote rechtsfeiten (feiten met rechtsgevolg, zijnde geen menselijke handelingen) verjaring overlijden geboorte naburigheid | Blote feiten (gebeurtenissen, omstandigheden, menselijke handelingen, tijdsverlopen zonder rechtsgevolg) |
| Eenzijdige privaatrechtelijke rechtshandeling                                                             | Eenzijdige privaatrechtelijke rechtshandeling                                                             | Eenzijdige publiekrechtelijke rechtshandeling wetgeving besluit met algemene strekking, beschikking, vonnis | Meerzijdige privaatrechtelijke rechtshandeling                                             | Meerzijdige privaatrechtelijke rechtshandeling                                             | Meerzijdige privaatrechtelijke rechtshandeling                                             | Meerzijdige privaatrechtelijke rechtshandeling                                             | Meerzijdige privaatrechtelijke rechtshandeling                                             | Meerzijdige privaatrechtelijke rechtshandeling                                             | Meerzijdige privaatrechtelijke rechtshandeling                                             | Meerzijdige publiekrechtelijke rechtshandeling afspraak tussen overheidsorganen            | Onrechtmatige daad veroorzaken ongeluk, gevaarzetting en/of Strafbaar feit moord, doodslag, diefstal | Rechtmatige daad zaakwaarneming, ongerechtvaardigde verrijking, onverschuldigde betaling   | Blote rechtsfeiten (feiten met rechtsgevolg, zijnde geen menselijke handelingen) verjaring overlijden geboorte naburigheid | Blote feiten (gebeurtenissen, omstandigheden, menselijke handelingen, tijdsverlopen zonder rechtsgevolg) |
| Gerichte eenzijdige privaatrechtelijke rechtshandeling aanbod, aanvaarding, opzegging arbeidsovereenkomst | Ongerichte eenzijdige privaatrechtelijke rechtshandeling wilsbeschikking, verwerping/ aanvaarding erfenis | Eenzijdige publiekrechtelijke rechtshandeling wetgeving besluit met algemene strekking, beschikking, vonnis | Privaatrechtelijke overeenkomsten                                                          | Privaatrechtelijke overeenkomsten                                                          | Privaatrechtelijke overeenkomsten                                                          | Privaatrechtelijke overeenkomsten                                                          | Privaatrechtelijke overeenkomsten                                                          | Privaatrechtelijke overeenkomsten                                                          | Overige privaatrechtelijke meerzijdige rechtshandelingen                                   | Meerzijdige publiekrechtelijke rechtshandeling afspraak tussen overheidsorganen            | Onrechtmatige daad veroorzaken ongeluk, gevaarzetting en/of Strafbaar feit moord, doodslag, diefstal | Rechtmatige daad zaakwaarneming, ongerechtvaardigde verrijking, onverschuldigde betaling   | Blote rechtsfeiten (feiten met rechtsgevolg, zijnde geen menselijke handelingen) verjaring overlijden geboorte naburigheid | Blote feiten (gebeurtenissen, omstandigheden, menselijke handelingen, tijdsverlopen zonder rechtsgevolg) |
| Gerichte eenzijdige privaatrechtelijke rechtshandeling aanbod, aanvaarding, opzegging arbeidsovereenkomst | Ongerichte eenzijdige privaatrechtelijke rechtshandeling wilsbeschikking, verwerping/ aanvaarding erfenis | Eenzijdige publiekrechtelijke rechtshandeling wetgeving besluit met algemene strekking, beschikking, vonnis | Verbintenisscheppende (obligatoire) overeenkomst                                           | Verbintenisscheppende (obligatoire) overeenkomst                                           | Goederenrechtelijke overeenkomst levering, cessie                                          | Bevrijdende (liberatoire) overeenkomst kwijtschelding, afstand                             | Familierechtelijke overeenkomst huwelijksvoorwaarden                                       | Overige overeenkomsten                                                                     | Overige privaatrechtelijke meerzijdige rechtshandelingen                                   | Meerzijdige publiekrechtelijke rechtshandeling afspraak tussen overheidsorganen            | Onrechtmatige daad veroorzaken ongeluk, gevaarzetting en/of Strafbaar feit moord, doodslag, diefstal | Rechtmatige daad zaakwaarneming, ongerechtvaardigde verrijking, onverschuldigde betaling   | Blote rechtsfeiten (feiten met rechtsgevolg, zijnde geen menselijke handelingen) verjaring overlijden geboorte naburigheid | Blote feiten (gebeurtenissen, omstandigheden, menselijke handelingen, tijdsverlopen zonder rechtsgevolg) |
| Gerichte eenzijdige privaatrechtelijke rechtshandeling aanbod, aanvaarding, opzegging arbeidsovereenkomst | Ongerichte eenzijdige privaatrechtelijke rechtshandeling wilsbeschikking, verwerping/ aanvaarding erfenis | Eenzijdige publiekrechtelijke rechtshandeling wetgeving besluit met algemene strekking, beschikking, vonnis | Wederkerige overeenkomst koop, huur                                                        | Eenzijdige overeenkomst schenking, bewaarneming                                            | Goederenrechtelijke overeenkomst levering, cessie                                          | Bevrijdende (liberatoire) overeenkomst kwijtschelding, afstand                             | Familierechtelijke overeenkomst huwelijksvoorwaarden                                       | Overige overeenkomsten                                                                     | Overige privaatrechtelijke meerzijdige rechtshandelingen                                   | Meerzijdige publiekrechtelijke rechtshandeling afspraak tussen overheidsorganen            | Onrechtmatige daad veroorzaken ongeluk, gevaarzetting en/of Strafbaar feit moord, doodslag, diefstal | Rechtmatige daad zaakwaarneming, ongerechtvaardigde verrijking, onverschuldigde betaling   | Blote rechtsfeiten (feiten met rechtsgevolg, zijnde geen menselijke handelingen) verjaring overlijden geboorte naburigheid | Blote feiten (gebeurtenissen, omstandigheden, menselijke handelingen, tijdsverlopen zonder rechtsgevolg) |

### Onrechtmatige daad
Veruit de belangrijkste verbintenis uit de wet is de onrechtmatige daad. Zelfs zo belangrijk dat de andere verbintenissen uit de wet omschreven worden als verbintenissen uit andere bron dan onrechtmatige daad of overeenkomst (Titel 4 van Boek 6 BW en in het bijzonder artikel 6:162 BW).
De wettelijke regeling van de onrechtmatige daad is bij de invoering van het Nieuw Burgerlijk Wetboek in Nederland aanzienlijk uitgebreid. Naast een algemene regeling voor de onrechtmatige daad kent de wet nu uitgebreidere regeling voor de aansprakelijkheid voor zaken en personen, een regeling voor product-aansprakelijkheid, voor misleidende reclame en voor aansprakelijkheid bij het elektronisch rechtsverkeer. Voor een deel betreft dit overigens de vertaling van Europees recht.

### Rechtmatige daden
Naast onrechtmatige daden kent de wet ook rechtmatige daden die een verbintenis uit de wet kunnen opleveren. Hieronder valt: Zaakwaarneming (art. 6:198 en volgende BW), onverschuldigde betaling (art.6:203 en volgende BW), ongerechtvaardigde verrijking (art. 6:212 BW)

#### Zaakwaarneming
Zaakwaarneming (art. 6:198 e.v. BW) is het bewust behartigen van het belang van een ander, zonder dat daaraan een overeenkomst ten grondslag ligt. Als aan de voorwaarden wordt voldaan, ontstaat er een verbintenis van de belanghebbende om de schade te vergoeden die de zaakwaarnemer heeft geleden. De zaakwaarnemer is op zijn beurt verplicht de nodige zorg te betrachten bij de waarneming. Ter verduidelijking een voorbeeld. Als de buren met vakantie gaan en zij spreken met je af dat jij tijdens de vakantie de planten verzorgt, is er geen sprake van zaakwaarneming, want er is een afspraak (overeenkomst). Als de buren een avond weg zijn en er breekt een noodweer uit waardoor er bij de buren schade dreigt te ontstaan en jij neemt maatregelen om die schade te voorkomen of te beperken, dan is er sprake van zaakwaarneming.

#### Onverschuldigde betaling
De wet spreekt over onverschuldigde betaling (art. 6:203 e.v. BW) als zonder rechtsgrond een prestatie is verricht. In dat geval kan van de ontvanger ongedaanmaking van de prestatie worden gevorderd. Wie bijvoorbeeld een schuld aflost terwijl hij de schuld al eerder heeft afgelost, kan het te veel betaalde terugvorderen als hij zijn vergissing ontdekt.
Het voldoen aan een natuurlijke verbintenis is geen onverschuldigde betaling, en kan dus niet worden teruggevorderd. Zie het arrest Goudse bouwmeester.

#### Ongerechtvaardigde verrijking
Ongerechtvaardigde verrijking lijkt op onverschuldigde betaling. Bij onverschuldigde betaling (art. 6:203 BW) is er sprake van twee partijen, diegene die heeft betaald vordert terug van degene aan wie hij onverschuldigd heeft betaald. Bij ongerechtvaardigde verrijking (art. 6:212 BW) gaat het om situaties waarbij een derde profiteert en zonder redelijke grond verrijkt wordt.

## Situatie in België
In België ontstaan verbintenissen net zoals in Nederland op grond van quasi-contracten (d.w.z. zaakwaarneming, verrijking zonder oorzaak en onverschuldigde betaling) en onrechtmatige daad. In België kunnen deze begrippen echter een zelfstandige en verschillende invulling hebben. Wat België betreft worden deze gronden uitvoeriger behandeld in de gelijknamige aparte artikels.